# 淀徳男
淀 徳男（よど とくお）は、日本の電子工学・物理学者。大阪工業大学工学部電子情報システム工学科元教授・電子クラブ顧問、紀要委員会2018副委員長。理学博士（大阪大学）。
専門は、光工学・光エレクトロニクス、光半導体デバイス・機能性デバイス、光応用工学（特にスマート農業）。

## 略歴
1983年大阪大学理学部物理学科卒業。1985年同大学大学院理学研究科博士前期課程修了。同年、日本板硝子入社。その後、同社筑波研究所研究員、京都大学工学部電気工学科受託研究員などを経て、1991年理学博士（大阪大学）。1996年大阪工業大学工学部に着任し、電子工学科助教授。2004年同学部電子情報通信工学科教授。2019年同学部電子情報システム工学科教授。2023年大阪工業大学退官。
大阪工業大学工学部（電子工学系）にて25年以上の長きに渡り教鞭を執り、同大学電子クラブ顧問も務め、特に光半導体デバイス・光応用工学の研究・開発に貢献した。
主な所属学会は、応用物理学会、日本光学会、電子情報通信学会、結晶工学分科会。

## 主な研究
- 半導体基板上に作製した窒化ガリウム膜の成長初期過程に関する研究
- 新光機能性デバイス実現に向けた窒化物・酸化物セラミックス・半導体の融合プロセス化の研究
- 一軸圧縮下での表面ナノ修飾基板上固相結晶化による特異な酸化物構造誘起と超機能創出[2] - 東京工業大学との共同研究
- 野菜・穀物等の栽培に最適な光スペクトルを有する高輝度LED光源の開発研究
- マイクロコンピュータ制御LED照射植物工場による水耕栽培技術の研究[3]：スマート農業

光応用工学・電子工学の対外啓蒙活動として、京都府中小企業技術センター第34回光ものづくりセミナーで講演している。